# Nimfa (biologija)
Nimfa je razvojna stopnja v razvoju tistih organizmov, pri katerih v kasnejšem življenju nastopi nepopolna preobrazba. Gre za mladostniško (juvenilno) stopnjo, ki se začne z izvalitvijo iz jajčeca in konča z nastopom spolne zrelosti, s tem izrazom opisujemo predvsem juvenilne stopnje nekaterih žuželk in pršic. Nimfe se ločijo od ličink po tem, da jim ne sledi stopnja bube, ki jo poznajo žuželke s popolno preobrazbo, pa tudi nimfa je za razliko od ličinke običajno zelo podobna odrasli živali, manjkajo ji le krila in spolni organi, ki se razvijejo ob preobrazbi. Preobrazba sovpada z zadnjo levitvijo, s katero se razvoj zaključi. Nimfe nekaterih skupin žuželk, pri katerih razvoj poteka v vodi (kačji pastirji, enodnevnice, vrbnice), imenujemo tudi najade. Te se od odraslih živali razlikujejo v večji meri kot nimfe, zato preobrazbo teh skupin včasih opisujejo kot »postopno« namesto »nepopolno«, obem pa je skupno, da jim ne sledi stadij bube kot pri ličinkah.
Izraza nimfa in najada izhajata iz grške mitologije, kjer so nimfe ženskam podobna bitja, ki živijo v naravi, najade pa tiste nimfe, ki živijo v vodi.